# Krimkrigen
Krimkrigen 1853-1856 var en krig mellem på den ene side Rusland – og et forbund mellem Frankrig, Storbritannien, Kongeriget Sardinien og Osmannerriget på den anden. Det meste af krigen udkæmpedes på Krimhalvøen, men andre kampe, i det vestlige Tyrkiet, i Østersøen, i Hvidehavet og i det russiske fjernøsten fandt også sted.
Krimkrigen endte med Pariserkongressen 1856, hvor Ruslands magt indskrænkedes betydeligt, og hvor der vedtoges en række folkeretlige bestemmelser. I spidsen for det liberale Vesteuropa havde Napoleon III brudt det reaktionære herredømme, Rusland siden 1848 havde øvet i Europa.

## Optakt til krig
Krimkrigen opstod som følge af, at Rusland ønskede at bringe Sortehavet helt ind under sin indflydelse og derfra at få fri adgang til Middelhavet. Kejser Nikolaj anså tiden for gunstig, da Tyrkiet syntes sin opløsning nær, Østrig og Preussen hidtil havde været afhængige af Rusland, og Frankrig ikke ansås for kraftig nok til at tage kampen op med dette. Kejserens plan gik først og fremmest ud på at løsrive Donau-fyrstendømmerne, Serbien og Bulgarien fra Tyrkiet som selvstændige stater under Ruslands beskyttelse, og han forsøgte først at blive enig med England om en deling af Tyrkiet, men da forslaget herom blev afvist, sendte han i februar 1853 fyrst Mentschikov til Konstantinopel for at stille krav om, at Porten (regeringen i Konstantinopel) skulle anerkende den græske kirkes ret på forskellige hellige steder i Palæstina samt give garantier for denne kirkes privilegier i Tyrkiet. Disse krav fremsattes på en så udfordrende måde, at Porten, til trods for Vestmagternes tilbageholdenhed, afviste dem, hvor efter Mentschikov afbrød forhandlingerne og den 31. maj tilstillede Tyrkiet et ultimatum, hvori der truedes med, at russiske tropper ville rykke ind i Donau-fyrstendømmerne, hvilket dog ikke udøvede nogen virkning, idet Porten var begyndt med rustninger, mens Frankrig, som betragtede nævnte ultimatum som rettet mod sig, sendte en flåde til Salamis og sluttede en alliance med England. Fyrst Gortschakov rykkede der efter med ca. 50.000 mand ind i Moldau og besatte den 15. juli Bukarest, hvor han optrådte som landets egentlige hersker, skønt han foregav kun at ville holde landet i besiddelse som pant, indtil Porten havde opfyldt de stillede krav. Englands, Frankrigs, Østrigs og Preussens gesandter mødte derpå den 24. juli til konference i Wien for at mægle i striden, men det var for sent, thi under trykket af den muslimske befolkning var sultan Abd-ul-Medshid nu bleven krigslysten og havde indtil oktober samlet 130.000 mand under Omar Pasha i Bulgarien. Den 26. oktober erklærede han Rusland krig, og samtidig sejlede en engelsk og en fransk flåde, som siden foråret havde ligget i Besika-bugten, ind i Bosporus, men først efter, at russerne havde tilintetgjort den tyrkisk flåde ved Sinope (den 30. november), løb flåderne tillige ind i Sortehavet.

## Krigens gang
Krigen til lands førtes imidlertid med ringe kraft, og det kom kun den 4. november til et mindre sammenstød ved Oltenitza. Der imod søgte Rusland at bevæge serberne til at rejse sig mod fyrst Alexander Karageorgevic og grækerne i Epeiros og Thessalien mod det tyrkiske herredømme, lige som grev Orlov i Wien søgte at sikre sig Østrigs neutralitet. Dette mislykkedes dog, og kejserstaten opstillede den 5. februar 1854 et observationskorps på 25.000 mand (hvilket kort efter forøgedes til 50.000 mand), ved den serbiske grænse. Den 24. april fremsatte den i forening med Preussen den fordring, at Rusland skulle rømme Donau-fyrstendømmerne, idet de i alt fald ville betragte deres inkorporation eller overskridelsen af Balkan som en krigserklæring. Vestmagterne havde allerede den 27. februar tilstillet Rusland et ultimatum i samme retning, og da kejser Nikolaj ikke besvarede det, men den 23. marts lod Gortschakov’s hovedstyrke rykke over Donau ved Braila, Galatz og Tultscha, kaldte Vestmagterne deres gesandter fra Petrograd og sluttede et forbund med Tyrkiet.
Imidlertid gjorde Gortschakov kun ringe fremskridt og gav sig den 17. maj til at belejre Silistria med 45.000 mand under Paskevitsch, som to gange forgæves søgte at storme fæstningen. Desuden blev forholdet til Østrig, som i forbundsrådet sammen med Preussen den 24. maj havde erklæret, at Ruslands besættelse af Donau-mundingerne var i strid med Tysklands interesser, dag for dag vanskeligere. Østrig opstillede den 3. juni den fordring, at Rusland skulle rømme Donau-fyrstendømmerne, og mobiliserede 3., 4. og en del af 1. armé, hvilke to første samlede sig i Siebenbürgen og i Galizien lige over for de russiske stridskræfter, og da det den 14. juni afsluttede en konvention med Porten, hvorved denne overdrog Østrig at besætte de nævnte fyrstendømmer, fandt russerne det rådeligt af "strategiske grunde" at ophæve Silistria’s belejring, hvor efter de fra den 5. juli begyndte at rømme Valakiet og fra september tillige Moldau, idet de her efter ville forholde sfg defensivt mod Vestmagterne. Østrig rykkede den 22. august ind i Valakiet med et serbisk-banater armékorps for at sikre Tyrkiets integritet. Der imod lå det fjernt fra kejserstaten at opmuntre dettes offensive krigsføring: det protesterede derfor mod Omer Pasha’s indrykning i Moldau (midt i november) og søgte at standse ham. Det kom dog ikke til fjendtligheder, da Omer den 7. december beordredes til Krim.
Vestmagterne havde imidlertid truffet deres krigsforberedelser og samlet ca. 40.000 franskmænd under marskal Saint Arnaud og ca. 20.000 englændere under lord Raglan i løbet af juni på halvøen ved Gallipoli, hvorfra de i juli overførtes til Varna. Da russerne imidlertid imens var gåede tilbage fra Valakiet, blev et angreb på Krim besluttet, og for at aflede opmærksomheden herfra sendtes den franske division Espinasse og den tyrkiske division Jussuw ind i Dobrudscha. Toget mislykkedes dog ganske, navnlig fordi koleraen udbrød blandt de franske tropper.
Endvidere var en stor flåde sendt til Østersøen, hvilken heller ikke udrettede meget, idet den kun erobrede den ubetydelige fæstning Bomarsund på Ålandsøerne (den 16. august), mens den ikke var i stand til at foretage noget imod Kronstadt.
Fra den 1. september indskibedes de allierede tropper i Varna, og den 14. september landsattes 30.000 franskmænd, 28.000 englændere og 6.000 tyrkere ved Jevpatorija, hvor efter de den 19. september begyndte fremrykningen mod den russiske hær på 35.000 mand under Mentschikov, som havde taget stilling bag Alma-floden. Her blev han slået den 20. september, hvor imod det mislykkedes for de allierede at overrumple Sevastopol, da russerne havde forsænket indløbet til havnen med deres krigsskibe og befæstet byen på nordsiden, mens Mentschikov tog stilling ved Baktschisarai. De allierede var derfor nødsagede til at marchere mod Balaklava, dels for at basere sig på den derværende havn, dels for at angribe Sevastopol fra syd. Man vovede dog ikke noget stormforsøg (hvad der formentlig ville have sparet mange ofre), og fra den 9. oktober begyndte der efter Sevastopols belejring, en begivenhed, som i 11 måneder holdt Europa i spænding. Den 29. september var Saint Arnaud afgået ved døden, hvor efter general Canrobert, hans efterfølger, den 17. oktober lod byen beskyde med artilleri. Imidlertid havde Mentschikov fået forstærkning (hæren voksede derved til 100.000 mand), og den 25. oktober angreb han Forskansningen ved Balaklava med 25.000 mand. Den 5. november gentoges angrebet med 60—70.000 mand (slaget ved Inkerman), men de allierede hævdede deres stillinger og forblev i besiddelse af havnen. De var dog nu blevne overbeviste om nødvendigheden af at skride til en regelmæssig belejring, af at indeslutte byen fra nord og af at trænge den russiske hær tilbage. Dertil manglede kræfter, hvorfor Omer Pasha som oven for nævnt sendtes til Jevpatorija for at true byen fra nord og forurolige russernes forbindelse over Perekop. Endvidere tilgik der englænderne og franskmændene betydelige forstærkninger i løbet af vinteren, som var særdeles streng, så at det kun gik småt med belejringsarbejderne, og tropperne led uhyre tab ved sygdom og savn.
Da Sardinien, efter den 26. januar at have sluttet sig til de allierede, sendte 15.000 mand til Krim, stod der i begyndelsen af april ca. 180.000 mand foran Sevastopol, mens samtidig 500 kanoner var bragt i batteri. Men også russerne havde trukket en stor del af deres hærkræfter til Krim således, at Mentschikov i begyndelsen af februar rådede over 120.000 mand og i slutningen af april over 170.000 mand. Den 17. februar havde han forgæves angrebet den tyrkiske stilling ved Jevpatorija, men der imod hindrede han ved disse stridskræfter de allierede i at indeslutte Sevastopol fra nord således, at fæstningen vedblivende stod i forbindelse med hjemlandet. Af den største betydning for forsvaret var desuden ingeniør-oberstløjtnant Todleben’s kraftige og indsigtsfulde ledelse af de hertil hørende arbejder. Ikke alene forstærkede han de svage værker på bedste måde og bragte mange kanoner i stilling, men han førte forsvaret aktivt (ved kontreapprocher, anlæg af nye forsvarsværker og miner) og var på færde over alt.
På de allieredes side manglede der imod enhed i ledelse og en kraftig optræden, idet opmærksomheden optoges af russernes felthær. Så tilrådede den franske general Niel en forandring i angrebsplanen, og efter, at general Pelissier den 16. maj havde afløst Canrobert, blev denne fulgt, idet de lange, ufrugtbare kanonader mod byens sydside erstattedes ved et kraftigt angreb mod højderne ved Malakov (Karabelnaja). Den 25. maj trængte Pelissier den russiske hærs fortropper (siden marts førte Gortschakov overbefalingen) tilbage over Tschernaja-floden, og således sikret på sin højre fløj angreb han den 7. juni de russiske forsvarsværker foran Karabelnaja. Dette lykkedes, men forsøget den 17. og 18. juni på der fra at trænge frem imod hovedvolden mislykkedes. Den 16. august forsøgte Gortschakov, som da rådede over 200.000 mand, endnu en gang at fordrive de allierede fra deres stilling ved Tschernaja, men da der anvendtes for få kræfter, blev angrebet afvist, og han gik tilbage til Makencie.
Pelissier traf der efter forberedelser til en ny storm, og efter, at fæstningen den 5. og 6. september var bleven beskudt med 800 kanoner (da Gortschakov den 6. og 7. september havde forstærket besætningen med 80.000 mand, led den meget ved ilden), foretog general Mac Mahon den 8. september hovedangrebet med 33.000 mand på bastion Kornilow med Malakov-tårnet, mens englænderne under Simpson (Raglan var død den 28. juni) førtes mod »Redanen«. Det første lykkedes, og Sevastopol rømmedes der efter den 9. september.

## Krigens afslutning
Imidlertid var kejser Nikolaj død den 2. marts, og hans efterfølger Alexander 2. var nu blevet fredeligsindet, navnlig da russerne havde haft held i Armenien og den 28. november erobret Kars. Også Frankrig var træt af krigen, og kun England vedblev med rustninger. Den 16. januar 1856 vedtog imidlertid Rusland de i juli 1854 af vestmagterne opstillede 4 punkter som betingelse for en fredelig udgang på striden, og den 25. februar trådte der efter en kongres sammen i Paris, hvor freden undertegnedes den 30. marts. Rusland måtte afstå Donau-mundingerne og en del af Bessarabien til Donau-fyrstendømmerne, opgive protektoratet over disse og over de kristne i Tyrkiet samt fæstningen Kars. De kontraherende magter påtog sig selv at ordne forholdene i fyrstendømmerne og at bevæge Tyrkiet, der blev optaget i den europæiske koncert, til at indføre reformer. Skibsfarten på Donau blev erklæret for fri, Sortehavet for neutralt, mens det formentes Rusland at holde flere krigsskibe på dette end Tyrkiet, en bestemmelse, som dog blev ophævet i 1871 på London-konferencen.

## Florence Nightingale
Et af de mest kendte hændelser under krigen er den Lette Brigades angreb, samt den engelske sygeplejerske Florence Nightingale, hvis indsats var med til at skabe den moderne sygepleje.

## Slag under Krimkrigen
- Slaget ved Sinope
- Slaget ved Alma
- Belejringen af Sevastopol
- Slaget ved Balaklava
- Slaget ved Inkerman
- Slaget ved Eupatoria
- Belejringen af Taganrog
- Slaget ved Chernaya
- Belejringen af Kars
- Slaget ved Kinburn